# لويس لومباردي نيتو
لويس لومباردي نيتو (بالبرتغالية: Lombardi‏) هو صحفي برازيلي، ولد في 22 سبتمبر 1940 في ساو باولو في البرازيل، وتوفي في 2 ديسمبر 2009 في سانت أندري في البرازيل.

## روابط خارجية
- لويس لومباردي نيتو على موقع IMDb (الإنجليزية)